# Thomas Ellrott
Thomas Ellrott (* 4. April 1966 in Braunschweig) ist ein deutscher Ernährungspsychologe und Sachbuchautor.
Ellrott studierte Humanmedizin und wurde 1995 an der Universität Göttingen in diesem Fach promoviert. Anschließend hatte er eine Stelle als wissenschaftlicher Mitarbeiter, bis er 2002 stellvertretender Institutsleiter der Ernährungspsychologischen Forschungsstelle der Universitätsklinik Göttingen wurde. 2007 habilitierte er sich in Ernährungspsychologie und übernahm im selben Jahr als Nachfolger von Volker Pudel die Leitung des Instituts für Ernährungspsychologie der Universität Göttingen.
Zu seinen Arbeitsschwerpunkten gehören die Prävention und Therapie von Adipositas; Strategien zur Gewichtsstabilisierung; Erforschung des Essverhaltens in Deutschland, Verbraucherverhalten und Ernährungstrends. Zum Wintersemester 2020/2021 hat er gemeinsam mit Uwe Neumann erstmals in Deutschland das Wahlpflichtfach-Angebot Culinary Medicine an der Universitätsmedizin Göttingen für den klinischen Abschnitt des Medizinstudiums pilotiert. Ziel ist es, die Beratungsqualität von angehenden Ärztinnen und Ärzten zu Fragen der Ernährungsmedizin durch praktische Bezüge zu verbessern. Als Ergänzung der theoretischen Lehrinhalte werden in „Teaching Kitchens“ interdisziplinäre und interprofessionelle Bezüge synergistisch zu Ernährungsmedizin und praktischer Kulinaristik hergestellt, um so evidenzbasierte Erkenntnisse der Ernährungsmedizin in die Lebenswelten der Patienten zu übersetzen.
Ellrott ist Mitglied in Fachgesellschaften wie DGE, DAG, VFED, DGEM, AEM sowie Mitglied im Gutachterkreis für das BMBF/BMEL/BMG, im Denkwerk Zukunft, im Nestlé Zukunftsforum und im Experten-Beirat der Plattform Ernährung & Bewegung (PEB).

## Interdisziplinärer Wissenstransfer
Seit 2013 unterstützt Ellrott als Gastreferent das 2011–2014 von der deutschen UNESCO-Kommission ausgezeichnete, im Kern studentische Projekt CookUOS (sprich: [kʊk][uːoːɛs]) an der Universität Osnabrück und den seit 2015 daraus hervorgegangenen gemeinnützigen Verein Culinary Medicine Deutschland e. V. (vormals CookUOS e. V.). Mit dem Mainzer Soft Matter Food Scientist vom Max-Planck-Institut für Polymerforschung Thomas Vilgis und dem Osnabrücker Drei-Sterne-Koch Thomas Bühner bestreitet er dort das von Uwe Neumann und Oliver M. Gillen konzipierte Format einer Vorlesung „Wissenschaftliche Koch-Show mit Thomas³ (t hoch 3)- Wissenschaft schmackhaft gemacht“.